# La Florida (Entre Ríos)
La Florida o Colonia Oficial Nº 1 La Florida es un paraje y centro rural de población con junta de gobierno de 3ª categoría del distrito Mandisoví del departamento Federación, en la provincia de Entre Ríos, República Argentina.
No fue considerada localidad en los censos de 1991 y 2001 por lo que la población fue censada como rural dispersa. La población de la jurisdicción de la junta de gobierno era de 288 habitantes en 2001, y de 406 en el censo de 2010.
Esta colonia está dividida por la ruta provincial Nº 1 siendo la única forma de comunicación entre Chajarí y San Jaime de la Frontera.

## Historia
Las tierras que hoy constituyen Colonia La Florida pertenecieron y fueron habitadas aproximadamente en 1935 por inmigrantes de Italia. Los primeros colonos fueron Luis Croattini y Luisa Ceroleni, su esposa. Años más tarde se creó la primera escuela, que funcionaba en el casco de la estancia. Su nombre fue escuela Nº 32 Cabildo Abierto. La siguiente escuela fue creada en 1942 llamada escuela Nº 47 Olegario Víctor Andrade. Unos años más tarde se creó una capilla con el patrono San Isidro Labrador. Luego se creó la cooperativa San Martín que duró poco y luego poco a poco fue creciendo, se instalaron almacenes, aserraderos, talleres mecánicos, un club deportivo y social y se construyeron barrios, instálandose productores ganaderos y citricultores. 
La junta de gobierno fue creada por decreto 963/1984 MGJE del 28 de marzo de 1984. 
 y sus límites jurisdiccionales fueron establecidos por decreto 3769/1986 MGJE del 25 de agosto de 1986. Luego fueron ampliados por decreto 4245/2001 MGJ del 8 de noviembre de 2001. La junta electa en 2015, ganadora de la lista cambiemos está formada por:
Víctor Croattini Presidente
Mauricio Dalmolin Secretario
Héctor Panozo Mela Tesorero
Lorena Verdun Vocal
Sergio Comparin Vocal
Carina Cortiana Vocal
Mauricio Weigert Vocal